# Куидор, Джон
Джон Куидор (англ. John Quidor; 1801—1881) — американский художник исторической и литературной тематики.

## Биография
Родился 26 января 1801 года в Таппане, штат Нью-Йорк. Его семья имела франко-швейцарские корни — дед Пьер Куидор был участником Французских революционных войн. В 1810 году вся семья переехала в Нью-Йорк. 
В 1818 году, в возрасте 17 лет, Джон начал обучаться у художника Джона Джарвиса (у которого одновременно учился Генри Инман); и это было единственное художественное образование, полученное Куидором. Но и эта учёба не удалась — Джарвис не уделял должного внимания Куидору, благоприятствуя Инману, за что Куидор подал на учителя в суд за нарушение контракта на образование, выиграв его. 
После такого ученичества, Джон Куидор стал заработывать на жизнь, рисуя плакаты, вывески и выполняя декоративные работы на пароходах и пожарных машинах Нью-Йорка. Ни одна из его декоративных работ не сохранилась. Начиная с середины 1820-х годов он начал создавать картины на основе литературных сюжетов, включая короткие рассказы Вашингтона Ирвинга и книги Фенимора Купера. Во время этого периода  своей карьеры он занимался также обучением Томаса Торпа и Чарльза Эллиотта.
16 декабря 1835 года пожар уничтожил художественную студию Куидора, расположенную на улице 46 Canal Street. Этот инцидент, в сочетании с двумя крупными вспышками холеры в районе, где он жил, а также финансовый кризис конца 1830-х годов, вынудили Джона Куидора покинуть Нью-Йорк. Художник переехал в Куинси, штат Иллинойс в 1837 году. В 1844 году за $8000 он купил ферму, заплатив за неё из гонорара, полученного за восемь больших религиозных полотен на основе гравюр, выполненных по работам Бенджамина Уэста. Эти полотна Куидора были выставлены в Нью-Йорке в 1847 году; их местонахождение и состояние в настоящее время неизвестны. 
Прожив некоторое время на ферме, в 1851 году Куидор снова вернулся в Нью-Йорк, где оставался до своего окончательного ухода из мира живописи в 1869 году. Проживал в городе Джерси-Сити, штат Нью-Джерси, где жила его старшая дочь, до конца своей жизни.
Умер 13 декабря 1881 года в Джерси-Сити. Был похоронен на городском кладбище Bayview-New York Bay Cemetery.

## Труды
Мало ценимый в своё время, Джон Куидор был вновь «открыт» как важная фигура в американском искусстве после выставки в 1942 году его работ в Бруклинском музее искусств. Его работы находятся в ряде музеев США, включая Бруклинский музей и Смитсоновский музей американского искусства.

Некоторые работы
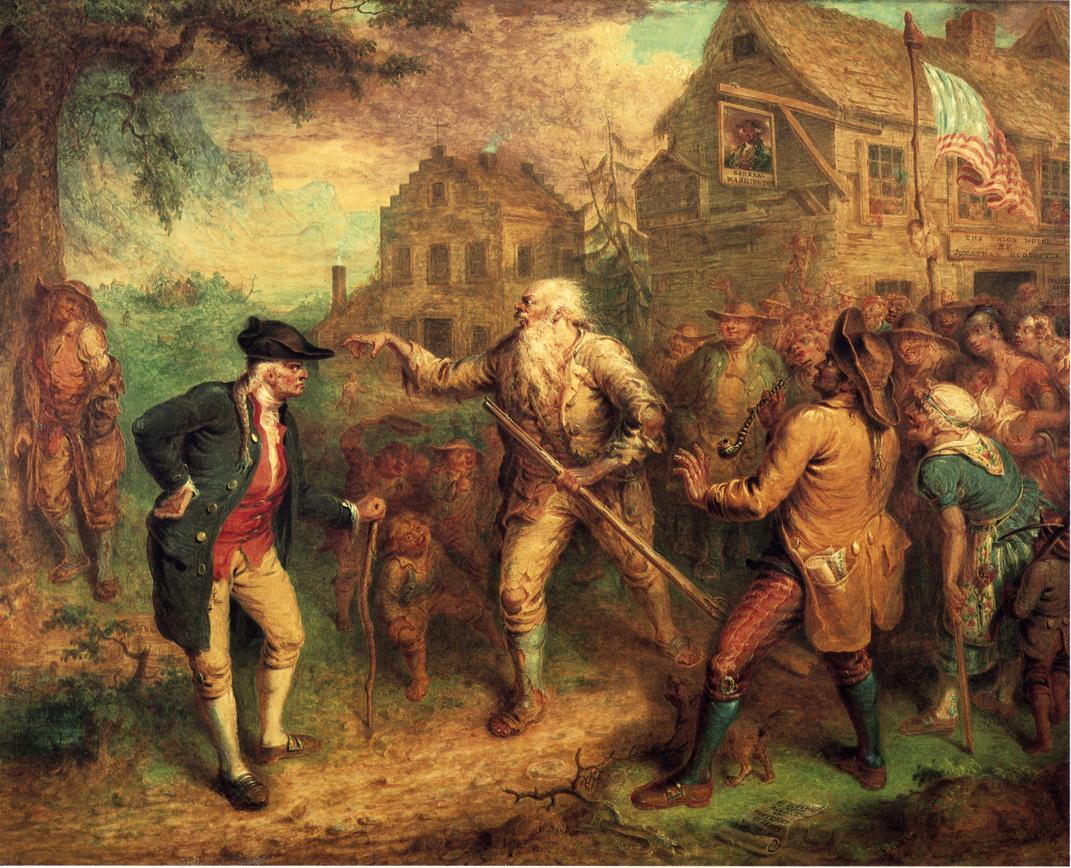
Возвращение Рип ван Винкля (1829)
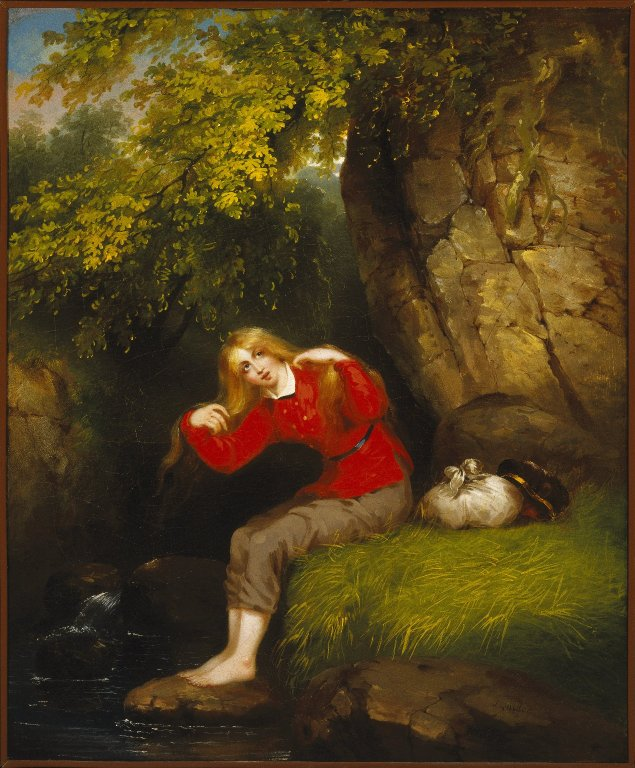
Доротея (около 1823), Бруклинский музей
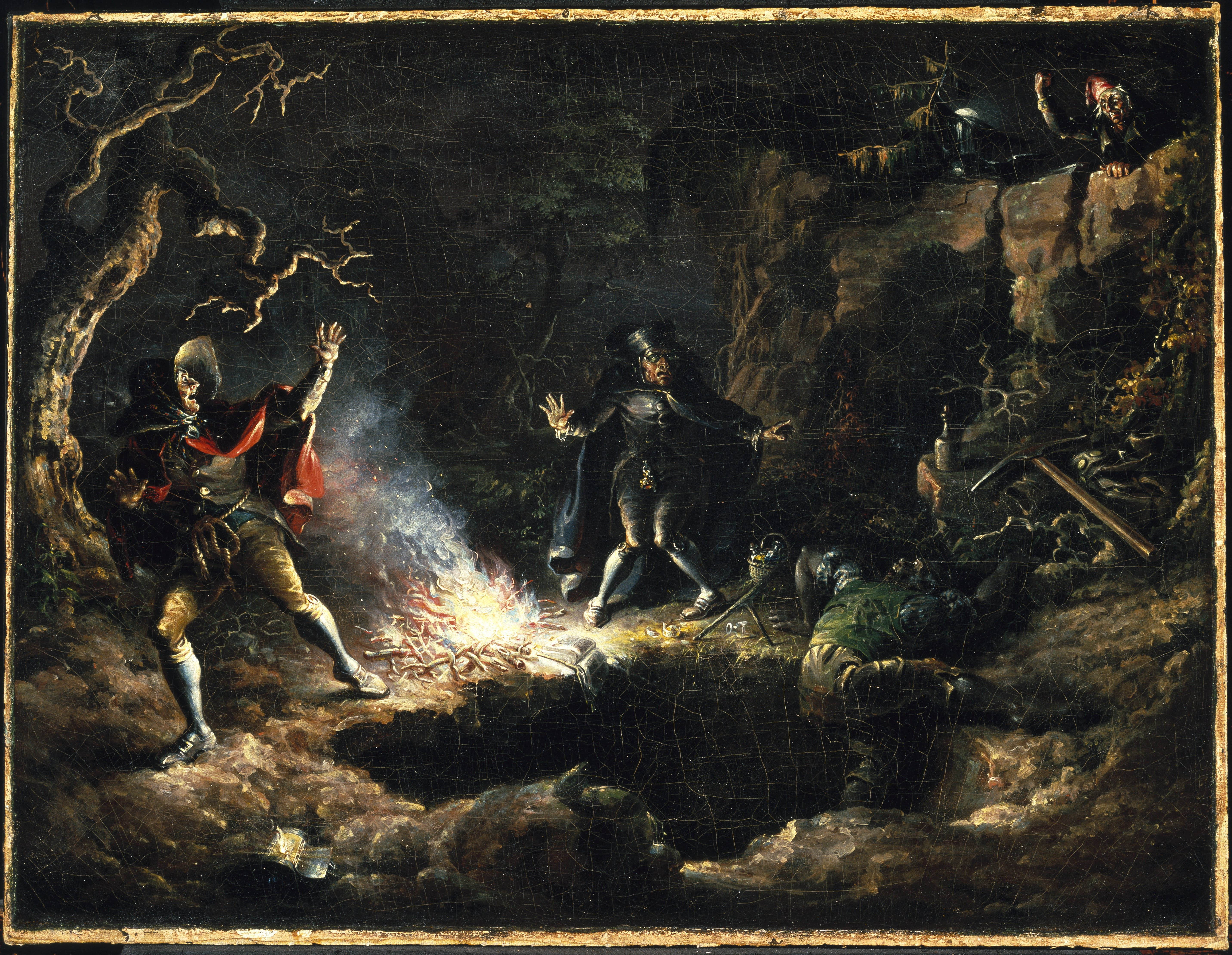
Искатели денег (The Money Diggers) (1832)